# Hendrik van Crombrugge
Hendrik van Crombrugge (Lovanio, 30 aprile 1993) è un calciatore belga, portiere del Genk.

## Carriera
Ha esordito il 9 settembre 2011 con la maglia del Sint-Truiden in occasione del match vinto 4-3 contro il Genk.
Il 18 luglio 2023 viene acquistato dal Genk.

## Statistiche

### Presenze e reti nei club
Statistiche aggiornate al 6 gennaio 2017.
| Stagione        | Squadra         | Campionato      | Campionato | Campionato | Coppe nazionali | Coppe nazionali | Coppe nazionali | Coppe continentali | Coppe continentali | Coppe continentali | Altre coppe | Altre coppe | Altre coppe | Totale | Totale | Totale |
| Stagione        | Squadra         | Comp            | Pres       | Reti       | Comp            | Pres            | Reti            | Comp               | Pres               | Reti               | Comp        | Pres        | Reti        | Pres   | Reti   |        |
| --------------- | --------------- | --------------- | ---------- | ---------- | --------------- | --------------- | --------------- | ------------------ | ------------------ | ------------------ | ----------- | ----------- | ----------- | ------ | ------ | ------ |
| 2011-2012       | Sint-Truiden    | D1              | 1          | -4         | CB              | 0               | 0               |                    | -                  | -                  |             | -           | -           | 1      | -4     |        |
| 2012-2013       | Sint-Truiden    | D2              | 0          | 0          | CB              | 0               | 0               |                    | -                  | -                  |             | -           | -           | 0      | 0      |        |
| 2013-2014       | Eupen           | D2              | 5+6        | -4;-10     | CB              | 2               | -8              |                    | -                  | -                  |             | -           | -           | 13     | -22    |        |
| 2014-2015       | Eupen           | D2              | 34+6       | -30;-4     | CB              | 2               | -2              |                    | -                  | -                  |             | -           | -           | 42     | -36    |        |
| 2015-2016       | Eupen           | D2              | 19         | -22        | CB              | 2               | -4              |                    | -                  | -                  |             | -           | -           | 21     | -26    |        |
| 2016-2017       | Eupen           | D1              | 27+8       | -53;-17    | CB              | 0               | 0               |                    | -                  | -                  |             | -           | -           | 35     | -70    |        |
| 2017-2018       | Eupen           | D1              | 26         | -49        | CB              | 0               | 0               |                    | -                  | -                  |             | -           | -           | 26     | -49    |        |
| Totale carriera | Totale carriera | Totale carriera | 132        | -193       |                 | 6               | -14             |                    | -                  | -                  |             | -           | -           | 138    | -207   |        |